# Strony przeglądowe
Strony przeglądowe – listy i tablice (tabele) pogrupowane według kategorii. Strony, w których wykazy stanowią znaczącą część artykułu (nie mniej niż połowę), przy czym nie jest istotny format: może to być lista, tabela, bądź wykaz wpleciony w treść artykułu.

## Astronomia
- Lista gwiazd posiadających zidentyfikowane planety
- Lista naturalnych satelitów
- Rodziny planetoid
- Lista planetoid
- Lista planetoid z księżycami
- Lista rojów meteorów

## Film
- Lista filmów z największą liczbą kopii w Polsce
- Lista filmów z największą liczbą widzów w Polsce
- Lista najbardziej dochodowych filmów
- Lista najdroższych filmów
  - Lista najdroższych polskich filmów
- Lista stu najlepszych amerykańskich filmów według AFI
- Lista pokémonów
- Lista polskich seriali telewizyjnych

## Fizyka
- Gęstość
- Jednostka pochodna układu SI
- Jednostki miar stosowane w gospodarstwie domowym
- Jednostki pola powierzchni i objętości
- Pasmo radiowe
- Pozaukładowe jednostki miary
- Przedrostek SI
- Stałe fizyczne

## Geografia
- Podział terytorialny Stanów Zjednoczonych
- Lista hiszpańskich wspólnot autonomicznych według liczby ludności
- Lista hiszpańskich wspólnot autonomicznych według powierzchni
- Lista kodów państw według ISO 3166-1
- Lista stref czasowych

### Geologia
- Tabela stratygraficzna

### Jednostki samorządowe
- Lista jednostek samorządowych w Quebecu
- Lista powiatów w Polsce
- Lista powiatów według województw

### Państwa świata
- Państwa świata
- Flagi państw świata
- Godła państw świata
- Lista państw świata
- Lista państw świata według liczby ludności
- Lista państw świata według powierzchni

### Polska
- Korona Gór Polski
- Miasta w Polsce
- Najgłębsze polskie jeziora
- Największe polskie jeziora
- Lista najwyższych szczytów w Polsce
- Niemieckie nazwy polskich miejscowości
- Parki narodowe w Polsce
- Szkoły wyższe w Polsce
- Lista polskich wysp
- Lista polskich latarń morskich
- Lista powiatów w Polsce
- Lista powiatów według województw
- Lista województw

## Biologia
- Fauna Polski
- Flora roślin naczyniowych Polski
- Grzyby chronione
- Lista amonitów
- Lista dinozaurów
- Lista gatunków roślin objętych ochroną częściową
- Lista gatunków roślin objętych ścisłą ochroną
- Lista gatunków zwierząt objętych ścisłą ochroną w Polsce
- Lista ichtiozaurów
- Lista motyli żerujących na sosnach
- Lista mozazaurów
- Lista plezjozaurów
- Lista pterozaurów
- Lista roślin wykorzystywanych do formowania bonsai
- Lista skrótów nazwisk botaników i mikologów
- Lista skrótów nazwisk zoologów
- Lista terminów i skrótów w nomenklaturze biologicznej
- Lista trylobitów
- Lista wymarłych ssaków
- Lista zbiorowisk roślinnych Polski
- Ptaki zagrożone wyginięciem
- Rośliny rolnicze Unii Europejskiej
- Rośliny ozdobne
- Rośliny piętra alpejskiego
- Rośliny piętra kosówki
- Rośliny piętra turniowego
- Ryby – wykaz rodzin
- Skróty używane w naukach biologicznych
- Ssaki krytycznie zagrożone
- Ssaki zagrożone wyginięciem
- Wymarłe zwierzęta holocenu
- Zwierzęta wymarłe na wolności

## Historia
- Armie polskie
- Atlas historyczny
- Biskupi wrocławscy
- Cesarz rzymski
- Czołgi I wojny światowej
- Dywizje polskie
- Dywizje Waffen-SS
- Władcy Egiptu
- Generałowie polscy
- Ludność świata
- Lista bitew w historii Polski
- Lista dowódców polskich
- Lista feldmarszałków niemieckich
- Lista herbów szlacheckich
- Lista okrętów Kaiserliche Marine
- Lista okrętów Reichsmarine i Kriegsmarine
- Lista premierów Polski
- Lista prezydentów Polski
- Lista ważniejszych ord mongolskich
- Lista władców Nawarry
- Lista władców Polski

## Informatyka
- Kody odpowiedzi protokołu HTTP
- Selektory kaskadowych arkuszy stylów dla (X)HTML
- Operatory języków programowania C++, Java, JavaScript, Perl, PHP
- Lista domen najwyższego poziomu
- Lista gniazd procesorowych
- Lista koprocesorów x86
- Lista nagłówków HTTP
- Lista procesorów AMD
- Lista procesorów Athlon 64
- Lista procesorów Athlon XP
- Lista procesorów Duron
- Lista procesorów Opteron
- Lista procesorów Sempron
- Lista przeglądarek internetowych
- Lista silników przeglądarek internetowych
- Spis rozszerzeń nazw plików komputerowych

## Lingwistyka
- Lista przypadków

### Język hiszpański
- Lista podstawowych różnic między hiszpańskim a spanglish

## Literatura
- Literatura – przegląd chronologiczny

## Matematyka
- Nazwy dużych liczb
- Stałe matematyczne
- Tablica całek
- Lista krzywych
- Lista symboli matematycznych

## Muzyka

### Grupy muzyczne
- Lista gościnnych muzyków Ayreon

## Nagrody Nobla
- Chemia
- Ekonomia
- Fizjologia lub medycyna
- Fizyka
- Literatura
- Nagroda pokojowa

## Prawo
- Lista paremii prawniczych
- Lista światowego dziedzictwa kulturalnego i przyrodniczego UNESCO
- Lista zwierzchników prokuratury w Polsce
- Lista osób skazanych na karę śmierci w Polsce po roku 1945

## Sport
- Kody krajów używane w sporcie

### Brydż
- Tablice IMP-ów w: Brydż sportowy
- Zapis brydżowy

### Formuła 1
- Lista Grand Prix Formuły 1
- Lista kierowców Formuły 1
- Lista konstruktorów Formuły 1
- Lista mistrzów Formuły 1
- Lista torów Formuły 1

### Piłka nożna
- Lista niemieckich klubów piłkarskich
- Lista polskich klubów piłkarskich
- Tabela wszech czasów mistrzostw świata

### Szachy
- Liderzy rankingu FIDE

### Żużel
- uczestnicy Grand Prix na żużlu
- lista eliminacji Grand Prix na żużlu

## Święta i zwyczaje świąteczne
- kalendarium świąt obchodzonych i obserwowanych w Polsce
- kalendarium okolicznościowych dni i tygodni w ONZ
- międzynarodowe lata i dekady w ONZ
- kalendarium świąt katolickich w Polsce
- kalendarium świąt maryjnych w Polsce
- kalendarium świąt państwowych w Polsce
- kalendarium świąt prawosławnych w Polsce

## Inne
- Jubileusze
- Kardynałowie
- Lista pistoletów maszynowych
- Prawa Murphy’ego
- Statek pasażerski
- Lista E
- Lista chorób zakaźnych według przynależności systematycznej
- Lista eponimów
- Lista francuskich uczelni wyższych
- Lista gatunków gier komputerowych i wideo
- Lista kolorów w języku polskim
- Lista obecnych senatorów Stanów Zjednoczonych
- Lista upadłych aniołów
- Lista wytwórni lotniczych